# Liste der Bodendenkmäler in Fürth
Auf dieser Seite sind die Bodendenkmäler in der mittelfränkischen kreisfreien Stadt Fürth zusammengestellt. Diese Tabelle ist eine Teilliste der Liste der Bodendenkmäler in Bayern. Grundlage ist die Bayerische Denkmalliste, die auf Basis des Bayerischen Denkmalschutzgesetzes vom 1. Oktober 1973 erstmals erstellt wurde und seither durch das Bayerische Landesamt für Denkmalpflege geführt wird. Die folgenden Angaben ersetzen nicht die rechtsverbindliche Auskunft der Denkmalschutzbehörde.

## Bodendenkmäler in Fürth
| Lage                               | Objekt | Akten-Nr.     | Bild |
| ---------------------------------- | --- | ------------- | ---- |
| Hüttendorf Erlangen (Standort)     | Wüstung des frühen Mittelalters. | D-5-6431-0022 |      |
| Stadeln Fürth (Standort)           | Siedlung der Urnenfelderzeit. | D-5-6431-0033 |      |
| Stadeln Fürth (Standort)           | Siedlung der Urnenfelder- und Hallstattzeit. | D-5-6431-0034 |      |
| Stadeln Fürth (Standort)           | Freilandstation des Mesolithikums. | D-5-6431-0035 |      |
| Stadeln Fürth (Standort)           | Siedlung und Gräber der Spätbronze- oder frühen Urnenfelderzeit. | D-5-6431-0036 |      |
| Unterfarrnbach Fürth (Standort)    | Freilandstation des Mesolithikums und Siedlung der Bronzezeit. | D-5-6431-0038 |      |
| Unterfarrnbach Fürth (Standort)    | Siedlung des Neolithikums. | D-5-6431-0041 |      |
| Unterfarrnbach Fürth (Standort)    | Freilandstation des Mesolithikums. | D-5-6431-0042 |      |
| Unterfarrnbach Fürth (Standort)    | Freilandstation des Spätpaläolithikums und Mesolithikums. | D-5-6431-0043 |      |
| Vach Fürth (Standort)              | Mittelalterlicher Turmhügel. | D-5-6431-0044 |      |
| Vach Fürth (Standort)              | Freilandstation des Spätpaläolithikums und Mesolithikums, Siedlung des Neolithikums. | D-5-6431-0046 |      |
| Vach Fürth (Standort)              | Freilandstation des Spätpaläolithikums. | D-5-6431-0047 |      |
| Vach Fürth (Standort)              | Siedlung der Urnenfelderzeit und vorgeschichtlicher Zeitstellung. | D-5-6431-0049 |      |
| Vach Fürth (Standort)              | Freilandstation des Mesolithikums und Siedlung der Hallstattzeit. | D-5-6431-0050 |      |
| Vach Fürth (Standort)              | Freilandstation des Mesolithikums. | D-5-6431-0051 |      |
| Unterfarrnbach Fürth (Standort)    | Gräber der Hallstatt- und Frühlatènezeit, vermutlich mittelalterliche Wüstung. | D-5-6431-0052 |      |
| Sack Fürth (Standort)              | Siedlung der Frühbronze- und Urnenfelderzeit, mittelalterliche Wüstung. | D-5-6431-0066 |      |
| Sack Fürth (Standort)              | Siedlung der Urnenfelder- und der späten Latènezeit. | D-5-6431-0067 |      |
| Stadeln Fürth (Standort)           | Siedlung vorgeschichtlicher Zeitstellung. | D-5-6431-0068 |      |
| Sack Fürth (Standort)              | Siedlung der Urnenfelder- und der Hallstattzeit. | D-5-6431-0071 |      |
| Sack Fürth (Standort)              | Siedlung vorgeschichtlicher Zeitstellung. | D-5-6431-0072 |      |
| Sack Fürth (Standort)              | Siedlung der späten Bronzezeit. | D-5-6431-0073 |      |
| Sack Fürth (Standort)              | Siedlung vorgeschichtlicher Zeitstellung. | D-5-6431-0075 |      |
| Vach Fürth (Standort)              | Siedlung vorgeschichtlicher Zeitstellung. | D-5-6431-0077 |      |
| Ronhof Fürth (Standort)            | Siedlung vorgeschichtlicher Zeitstellung. | D-5-6431-0091 |      |
| Stadeln Fürth (Standort)           | Siedlung der Urnenfelderzeit. | D-5-6431-0093 |      |
| Stadeln Fürth (Standort)           | Wüstung des Hoch- und Spätmittelalters. | D-5-6431-0095 |      |
| Ronhof Fürth (Standort)            | Siedlung der Bronzezeit. | D-5-6431-0111 |      |
| Vach Fürth (Standort)              | Mittelalterlicher Vorgängerbau der Evang.-Luth. Pfarrkirche St. Matthäus. | D-5-6431-0115 |      |
| Sack Fürth (Standort)              | Herrensitz der frühen Neuzeit. | D-5-6431-0129 |      |
| Sack Fürth (Standort)              | Siedlung der Hallstatt- und der Latènezeit, außerdem der Bronze-, der Urnenfelderzeit und des Mittelalters. | D-5-6431-0173 |      |
| Sack Fürth (Standort)              | Siedlung der Urnenfelderzeit, aber auch der Bronzezeit, der Hallstattzeit und des Mittelalters sowie der Neuzeit.                                                                                                 | D-5-6431-0174 |      |
| Sack Fürth (Standort)              | Siedlung hauptsächlich der Latènezeit, aber auch der Bronze-, der Hallstattzeit und des Mittelalters. | D-5-6431-0176 |      |
| Sack Fürth (Standort)              | Siedlung der Metallzeiten sowie des späten Mittelalters. | D-5-6431-0177 |      |
| Sack Fürth (Standort)              | Siedlung der Hallstattzeit. | D-5-6431-0179 |      |
| Sack Fürth (Standort)              | Siedlung vorgeschichtlicher Zeitstellung. | D-5-6432-0113 |      |
| Boxdorf Nürnberg (Standort)        | Siedlung der Urnenfelderzeit. | D-5-6432-0116 |      |
| Sack Fürth (Standort)              | Herrensitz der frühen Neuzeit. | D-5-6432-0156 |      |
| Sack Fürth (Standort)              | Mittelalterlicher Wasserburgstall. | D-5-6432-0169 |      |
| Sack Fürth (Standort)              | Siedlung des frühen und hohen Mittelalters. | D-5-6432-0216 |      |
| Burgfarrnbach Fürth (Standort)     | Mittelalterlicher Wasserburgstall. | D-5-6531-0001 |      |
| Burgfarrnbach Fürth (Standort)     | Burgstall des Mittelalters. | D-5-6531-0002 |      |
| Unterfarrnbach Fürth (Standort)    | Freilandstation des Spätpaläolithikums und Siedlung vorgeschichtlicher Zeitstellung. | D-5-6531-0004 |      |
| Unterfarrnbach Fürth (Standort)    | Siedlung des Neolithikums, der späten Bronze-, Urnenfelder- und Latènezeit. | D-5-6531-0006 |      |
| Fürth (Standort)                   | Kapellenwüstung des frühen und hohen Mittelalters. | D-5-6531-0008 |      |
| Fürth (Standort)                   | Brandgräber vorgeschichtlicher Zeitstellung. | D-5-6531-0011 |      |
| Unterfarrnbach Fürth (Standort)    | Siedlung vorgeschichtlicher Zeitstellung. | D-5-6531-0018 |      |
| Fürther Stadtwald Fürth (Standort) | Abschnittsbefestigung vor- und frühgeschichtlicher Zeitstellung. | D-5-6531-0113 |      |
| Unterfarrnbach Fürth (Standort)    | Siedlung vorgeschichtlicher Zeitstellung. | D-5-6531-0141 |      |
| Fürth (Standort)                   | Brandgräber der Urnenfelderzeit. | D-5-6531-0143 |      |
| Fürth (Standort)                   | Archäologische Befunde im Bereich der mittelalterlichen und frühneuzeitlichen Evang.- Luth. Pfarrkirche St. Michael in Fürth, ihrer Vorgängerbauten einschließlich umfriedetem Kirchhof mit Körpergräbern.        | D-5-6531-0145 |      |
| Fürth (Standort)                   | Mittelalterliche und frühneuzeitliche Befunde im Bereich der Altstadt von Fürth. | D-5-6531-0146 |      |
| Burgfarrnbach Fürth (Standort)     | Mittelalterliche Vorgängerbauten der Evang.-Luth. Pfarrkirche St. Johannes d. T. | D-5-6531-0147 |      |
| Burgfarrnbach Fürth (Standort)     | Kapelle des späten Mittelalters und der frühen Neuzeit. | D-5-6531-0149 |      |
| Ronhof Fürth (Standort)            | Erdbauten des Ludwig-Donau-Main-Kanals (1836–45). | D-5-6531-0193 |      |
| Ronhof Fürth (Standort)            | Siedlung der Bronze- und vermutlich der Latènezeit. | D-5-6532-0004 |      |
| Poppenreuth Fürth (Standort)       | Siedlung vorgeschichtlicher Zeitstellung. | D-5-6532-0363 |      |
| Poppenreuth Fürth (Standort)       | Mittelalterliche und frühneuzeitliche Befunde im Bereich der Evang.-Luth. Pfarrkirche St. Peter und Paul in Poppenreuth, sowie seiner Vorgängerbauten, einschließlich umwwehrtem Kirchhof mit Körperbestattungen. | D-5-6532-0443 |      |